# Endubis

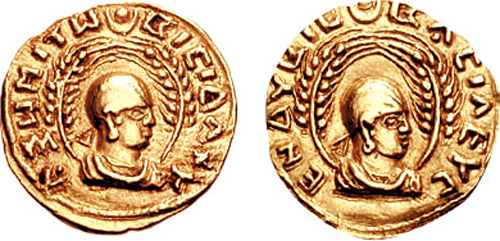
Goldmünze des Endubis

Endubis (ca. 270–ca. 320 n. Chr.) war der erste Herrscher von Aksum, der Münzen prägen ließ. Diese Münzen erschienen in Gold und Silber und trugen auf der Vorderseite eine Münzlegende in griechischer Sprache, nämlich BACIΛEYC AΧWMITWΝ („König/Kaiser der Aksumiten“). Auf der Rückseite stand, ebenfalls in griechischer Schrift, BICI ΔAXY, „bisi Dachu“, wobei bisi eventuell altäthiopisch ist und Mann von bedeuten könnte. Die Münzen zeigen den Kopf des Herrschers mit einer engen Kappe als Kopfputz, Ähren und ein Halbmond sind darum angeordnet. Bemerkenswert ist, dass sich die Goldmünzen in Gewicht und Feingehalt am römischen solidus orientierten.

## Weitere Könige
- Liste der Könige von Aksum